# Coleophora aeneusella
Coleophora aeneusella é uma espécie de mariposa do gênero Coleophora pertencente à família Coleophoridae.